# Phyllanthus gongyloides
Phyllanthus gongyloides är en emblikaväxtart som beskrevs av Inês Cordeiro och Carn.-torres. Phyllanthus gongyloides ingår i släktet Phyllanthus och familjen emblikaväxter. Inga underarter finns listade i Catalogue of Life.